# 霍姆斯省
霍姆斯省（阿拉伯語：مُحافظة حمص）是敘利亞中部的一個省，西部有阿西河和霍姆斯湖。面積42,223平方公里，2010年估計人口1,763,000人。首府霍姆斯。下分7个地区。该省与黎巴嫩、伊拉克、约旦接壤。

## 7个地区
- 霍姆斯區
- 穆凱拉姆區
- 拉斯坦區
- 古賽爾區
- 泰德穆爾區
- 塔勒杜區，2010年從霍姆斯區析置
- 泰勒凱萊赫區

## 主要城市
- 霍姆斯
- 拉斯坦
- 巴尔米拉
- 古賽爾
- 泰勒凱萊赫